# 我が家のセーフティプラン
『我が家のセーフティプラン』（わがやのセーフティプラン）は、綜合放送制作の日本のラジオ番組である。

## 内容
毎回、防災・防犯に関しての対策を防災アドバイザーが紹介する。

## ネット局・放送時間
2007年10月現在。
- 秋田放送：日・木 11:45 - 11:50
- 栃木放送：木曜 10:15 - 10:20（提供：トヨタウッドユーホーム）
- 岐阜放送：土・日・月 17:55 - 18:00
- 四国放送：月 - 金 6:40 - 6:45

番組名「防災・防犯これがポイント」で放送の地域
- IBC岩手放送：土曜 17:55 - 18:00
- ラジオ福島：土曜 5:55 - 6:00
- 新潟放送：月 - 金 12:50 - 12:55
- 山陰放送：月 - 金 12:50 - 12:55
- 山口放送：月 - 水 15:50 - 15:55

| スタブアイコン | サブスタブ | この項目は、まだ閲覧者の調べものの参照としては役立たない、ラジオ番組に関連した書きかけの項目です。この項目を加筆・訂正などしてくださる協力者を求めています（P:ラジオ/PJ:放送番組）。 |